# Aek Habil
Aek Habil is een bestuurslaag in het regentschap Sibolga van de provincie Noord-Sumatra, Indonesië. Aek Habil telt 6325 inwoners (volkstelling 2010).